# KMix
KMix はサウンドカードの音量を変えるための KDE 用のアプリケーションである。

## 概要
KMix は複数のプラットフォームとサウンドドライバをサポートする。サウンドドライバについては ALSA と Open Sound System に対応している。Open Sound System に関して KMix が明示的にサポートしているプラットフォームは Linux、FreeBSD、NetBSD と BSDI である。これ以外に KMix が対応するプラットフォームには Solaris、IRIX や HP-UX ベースのマシンがある。
ALSA と Open Sound System の両方のドライバがインストールされていたら、KMix は ALSA ドライバを使う。